# Patala
Patala is een nagar panchayat (plaats) in het district Ghaziabad van de Indiase staat Uttar Pradesh. 

## Demografie
Volgens de Indiase volkstelling van 2001 wonen er 9.730 mensen in Patala, waarvan 54% mannelijk en 46% vrouwelijk is. De plaats heeft een alfabetiseringsgraad van 61%. 